# Los Molares
Los Molares – gmina w Hiszpanii, w prowincji Sewilla, w Andaluzji, o powierzchni 42,74 km². W 2011 roku gmina liczyła 3459 mieszkańców. W tym mieście urodził się Pablo Garcia Albano (1576 - 1639), ksiądz i historyk.